# Nació Digital
Nació Digital es un diario digital español de información general  en catalán que tiene su origen en septiembre de 1995 con la constitución en Vic de la empresa SCG Aquitania SL. Encabezada por el periodista Miquel Macià, su finalidad fue la de actuar en el naciente sector de la comunicación en la red Internet, con una clara vocación periodística. El diario tiene una línea editorial de izquierdas (próxima a Esquerra Republicana), independentista y recibe subvenciones por parte de la Generalidad de Cataluña.

## Publicaciones
Su principal producto es el diario Nació Digital, dirigido por Miquel Macià y que cuenta con varias ediciones territoriales y temáticas. Actualmente, el conjunto del Grupo y sus empresas participadas y asociadas ocupan una treintena de personas. Las ediciones disponen de sedes físicas en Barcelona, Vich, Tarrasa, Granollers, Reus y Tarragona.

## Historia
La empresa editora de Nació Digital, SCG Aquitània SL, nació el año 1995 con el fin de trabajar en el ámbito de la prensa digital, siendo esta una iniciativa pionera en el sector y una de las tres más antiguas de todo el país.
Desde el 2005, año en que Nació Digital eclosionó como diario de cobertura nacional, su crecimiento ha seguido una línea ascendente llegando a posicionarse en febrero de 2015 como el diario digital más leído en lengua catalana (según el ranking de OJD en catalán), siendo el primero en superar la barrera de los dos millones de usuarios mensuales en marzo de 2014 y los tres millones en septiembre de 2015.

## Asociaciones
Está adherido al Código Deontológico de los Periodistas Catalanes. Es miembro del área digital de la Asociación Catalana de la Prensa Gratuita (ACPG) y de la Asociación Catalana de la Prensa Comarcal (ACPC)